# Francisco Olvera Ruiz
José Francisco Olvera Ruiz, (Pachuca, Hidalgo; 15 de junio de 1956) es un político mexicano, miembro del Partido Revolucionario Institucional. Fue Presidente municipal de Pachuca de Soto de 2009 a 2010 y Gobernador Constitucional del Estado de Hidalgo en el periodo 2011 a 2016.

## Biografía
Nació en Pachuca de Soto, de Hidalgo, se recibió como licenciado en Derecho en la Universidad Autónoma de Hidalgo. Cuenta con una maestría en administración pública del Instituto Tecnológico y de Estudios Superiores de Monterrey y de la Universidad del Valle de México.
Se encuentra casado con la señora María Guadalupe Romero Delgado, tienen dos hijos, Francisco y Jorge Olvera Romero.

## Carrera política
Fue secretario de gobierno en la administración del gobernador Miguel Ángel Osorio Chong. Fue diputado local de 2002 a 2005 por el I Distrito Electoral Local de Hidalgo; entre 1999 y 2001 fungió como coordinador general jurídico; y en 1995, se desempeñó como director del archivo general de notarías del Estado de Hidalgo y durante nueve años fue director de catastro en Hidalgo.

### Presidente municipal de Pachuca
Desde enero de 2009, estuvo al frente de la administración del ayuntamiento de Pachuca. Como presidente municipal, fue socio fundador de la asociación de Municipios de Hidalgo, organismo que cuenta con la participación de 60 de 84 alcaldes del estado y que se encuentra afiliado a la federación nacional de municipios de México.

#### Controversias como Presidente municipal
En 2010; la revista Proceso, publicó que la Procuraduría General de la República inició averiguación en su contra, por recibir (según las denuncias) más de 30 millones de pesos del narcotráfico, principalmente del grupo Los Zetas; en el año 2008 para su campaña por la alcaldía del Municipio de Pachuca. Ruiz negó cualquier relación con organizaciones criminales. La Secretaría de Gobernación (SEGOB), mediante un comunicado afirmó que la citada averiguación previa no existe.

### Gobernador de Hidalgo

#### Campaña
Ruiz pidió licencia por tiempo indefinido para competir por la candidatura del Partido Revolucionario Institucional (PRI) a  gobernador de Hidalgo. La asamblea municipal de Pachuca acordó nombrar como encargado del despacho del ayuntamiento y hasta por 30 días al regidor priista Roberto Hernández Mares.
En abril de 2010; el Partido Revolucionario Institucional (PRI) representado por Beatriz Paredes y los aspirantes a gobernador de Hidalgo, acordaron que Ruiz fuera el candidato de la coalición “Unidos por ti”, que integran los partidos Revolucionario Institucional (PRI), Verde Ecologista de México (PVEM) y Nueva Alianza.
Ruiz resultó elegido gobernador el 4 de julio de 2010. Sin embargo en julio de 2010, la coalición "Hidalgo nos Une" interpuso un recurso de inconformidad al proceso electoral, en el que buscaba impugnar las elecciones y que se revocara la constancia de mayoría al candidato ganador.
El Tribunal Electoral del Estado de Hidalgo, en agosto de 2010 confirmó la entrega de la constancia de mayoría a Francisco Olvera, y resolvió de forma unánime los 15 juicios de disconformidad de la alianza opositora. Tras el análisis de las pruebas presentadas por las partes involucradas, el Tribunal decidió anular la votación en 32 casillas lo que significó un ajuste en la cantidad de votos; la nueva cifra de votos es de 876,165. Hidalgo nos Une, logró llevarse 394,049 votos, mientras que Unidos Contigo recibió 438,094.

#### Controversias como gobernador
Durante su administración ocupó el primer lugar en el Ranking Forbes de "Los gobernadores más falsos de México" derivado del uso de cuentas falsas en las redes sociales. También ha sido señalado por la realización de gastos excesivos en los que incurre al costear fiestas de 300 000 pesos, así como asistir al Super Bowl. También ha sido descubierto usando, junto con su familia, aeronaves oficiales como transporte particular para eventos de ocio que nada tienen que ver con sus funciones de gobernador.
En el año 2012 la Secretaría de Educación Pública de Hidalgo distribuyó diccionarios con faltas de ortografía dentro de los paquetes de útiles escolares. En tanto que esa misma institución presuntamente desvió recursos para pagar a 1,440 'aviadores', todos nacidos en el santoral de la Virgen de Guadalupe, por lo que se conocieron como los "Lupitos hidalguenses".
La gestión de Francisco Olvera al frente del gobierno de Hidalgo también fue catalogada como la tercera peor del país, según el Indicador de Mala Administración Gubernamental (IMAG), publicado en la revista Forbes. Según Compranet, de la Secretaría de la Función Pública, una tercera parte del monto del total de los contratos gubernamentales celebrados, recayó en solo en 20 empresas, de las cuales, la más beneficiada fue Operadora Mersi, perteneciente a Grupo Del Blanco y cuyo administrador fue el operador financiero de su campaña como candidato a gobernador.

#### Gabinete
Su gabinete de gobierno se compone de 14 secretarios, un procurador, los dirigentes del Sistema para el Desarrollo Integral de la Familia (diferente al presidente del Sistema, comúnmente el cónyuge del gobernador) y de Radio y Televisión de Hidalgo (tratado como secretario, aunque el órgano que dirige es dependiente de la Secretaría de Gobierno) y diferentes titulares relacionados con el funcionamiento del gobierno en general.
| Área asignada                                                        | Nombre del titular               |
| -------------------------------------------------------------------- | -------------------------------- |
| Primer mandatario (Gobernador)                                       | José Francisco Olvera Ruiz       |
| Gobierno                                                             | Salvador Elguero Molina          |
| Finanzas y Administración                                            | Aunard de la Rocha Waite         |
| Desarrollo Social                                                    | Mayka Ortega Eguiluz             |
| Planeación, Desarrollo Regional y Metropolitano                      | Alberto Meléndez Apodaca         |
| Obras Públicas y Ordenamiento Territorial                            | Jesús Romero Quintanar           |
| Medio Ambiente y Recursos Naturales                                  | Honorato Rodríguez Murillo       |
| Desarrollo Económico                                                 | José Pablo Maauad Pontón         |
| Desarrollo Agropecuario                                              | José Alberto Narváez Gómez       |
| Turismo y Cultura                                                    | Juan Renato Olivares Chávez      |
| Contraloría y Transparencia Gubernamental                            | Flor de María López González     |
| Educación Pública                                                    | Joel Guerrero Juárez             |
| Salud                                                                | Pedro Luis Noble Monterrubio     |
| Trabajo y Previsión Social                                           | Valentin Echaverria              |
| Seguridad Pública                                                    | Alfredo Ahedo Mayorga            |
| Prouraduría General de Justicia                                      | Alejandro Straffon Ortíz         |
| Desarrollo Integral de la Familia                                    | Luz Elena Sánchez Tello          |
| Despacho del Gobernador                                              | Miguel Ángel Cuatepotzo Costeira |
| Junta de Asesores                                                    | Enrique Gerardo Macedo Ortiz     |
| Particular, Secretaría                                               | José Agustín Ángeles Peña        |
| Comunicación Social                                                  | Antonio Meza de la Torre         |
| Representación del Poder Ejecutivo del Estado en el Distrito Federal | Roberto Pedraza Martínez         |
| Radio y Televisión                                                   | Sergio Islas Olvera              |